# Frederik Moltke
 For alternative betydninger, se Frederik Moltke (flertydig). (Se også artikler, som begynder med Frederik Moltke)
Frederik Moltke (18. januar 1754 – 4. juli 1836) var en dansk statsminister.

## Uddannelse og venskab med Ewald
Frederik Moltke var broder til general Adam Ludvig Moltke (død 1810) og var forældrenes 3. og yngste søn, født i Odense. Han mistede sin fader, da han var ti år gammel; moderen synes at have givet ham en omhyggelig opdragelse. Han blev student, fik 1773 plads som kammerjunker hos enkedronning Juliane Marie, og han var samtidig rytterofficer. Han ønskede imidlertid at gå den civile embedsvej og tog juridisk eksamen 1775.
Hvad der mest vækker interesse ved hans ungdomstid, er det nære forhold, hvori han stod til digteren Johannes Ewald, der en tid var hans lærer, og for hvem han nærede stor beundring; han modtog fra ham en kærlighed til poesi og i det hele en åndelig påvirkning, der fik betydning for resten af hans liv. I forbindelse med dette trådte tidligt dybe og ædle følelser frem hos ham, og han viste netop dem i forhold til Ewald i hans trængselsår. Ikke blot besøgte han ham ofte under hans ophold på Søbækshuset; men han var utrættelig i at tale hans sag hos dem, der havde indflydelse, og i at arbejde for at skaffe ham den nødvendige pengehjælp. Ewald forstod ogsåa at skønne på sin unge vens trofasthed, og hans ode Til min Moltke står i litteraturen som et uforglemmeligt minde om, hvad han så i Moltke.

## Karriere i Norge
Kun et par uger efter, at Ewald var død, blev Moltke, som 1780 havde fået kammerherrenøglen, udnævnt til sit første embede; han blev 2. april 1781 amtmand i Bratsberg Amt i Norge, og i 14 lykkelige år var hans liv knyttet til dette land.
Fra Bratsberg Amt forflyttedes han 9. januar 1788 til stiftamtmandspladsen i Kristiansand men kun for meget snart efter (23. december 1789) at opnå det højeste civile embede på den tid i Norge, nemlig stillingen som Stiftamtmand i Akershus Stift; han var dengang knap 36 år gammel, og hans løbebane havde altså været glimrende.
Oven i købet blev han kort tid derefter (1790) hvid ridder. Naturligvis havde hans fornemme byrd stor del deri, da det var en tid, på hvilken adelskab gjaldt betydelig ved besættelsen af de høje embeder; men han havde også ved sin dygtige og elskværdige personlighed gjort sig værdig til sit hurtige avancement. Et sted i et brev til sin ven Johan Bülow har han sagt om sig selv: "Oprigtighed og Patriotisme, lidt Enthusiasme ere Hovedtrækkene i min Karakter." Det var sande ord; kun kunne han snarere have sagt "megen" end "lidt" entusiasme. Hans varme følelse kom let i bevægelse, han var en begejstret sjæl, således som det trådte frem i hans forskellige livsforhold.

## Politisk overbevisning
Politisk var han ikke blot enevældens trofaste mand, så godt som nogen i hans tid; men denne opfattelse skærpedes ved den tydelige begejstring, med hvilken han så op til kronprinsen. Vanskelig vil man i den tid, da dog udtrykkene for den royalistiske følelse altid var svulmende og stærke, finde noget varmere end det sprog, han i sine breve fører om kronprinsen, der for ham er den "elskede og tilbedte Prins", hvem han beundrer for hans "faste og uryggelige Karakter", og hvis omsorg for land og folk han holder af at skildre i sådanne ord, at man skulle synes, det måtte være en ideal tilværelse at leve under hans herskerspir.
Men var han end derfor den til det yderste loyale embedsmand, så hørte han samtidig til den kreds af de bedste mænd her hjemme fra slutningen af det 18. århundrede, der var begejstret for åndeligt opsving i almindelighed, for udbredelse af nyttig kundskab i alle retninger og for at fremme alt, hvad der kunne gavne samfundet. Det manglede derfor ikke på
erkendelse hos ham af, at der kunne trænges til betydelige reformer, og om han end havde lettere ved at blive begejstret for en sag og tage rask fat på den end ved sejt udholdende at gennemføre den, bragte hans ønske om at gøre gavn ham dog til smukt at udfylde de stillinger, han indtog.
Fuld af virkelyst sluttede han sig varmt til nordmændene i den række år, han levede iblandt dem, og han knyttedes oven i købet også ved et personligt bånd til Norge, da han 1786, 32 år gammel, ægtede den 14-årige Margrethe Løvenskiold, en datter af den daværende ejer af Fossum Jernværk, kammerherre Herman Løvenskiold.

## Udenrigspolitiske strømninger
På den tid, da hans virksomhed i Christiania begyndte, var Danmarks forhold til Gustav 3. af Sverige meget spændt. Der var med god grund stærk mistanke om, at han havde planer om at skille Norge fra Danmark; hans generalkonsul i Christiania, Martineau, havde ord for hemmelig at arbejde i den retning, og Moltke, der så fuldt som nogen anden dansk statsmand var gennemtrængt af levende mistillid til kong Gustav, anså det for sin pligt at holde omhyggeligt øje med det formentlige svenske rænkespil, og det så meget mere, som han mente, at flere nordmænd var inddragne med deri. Desuden var han tydelig ængstelig for, at regeringen ikke gjorde nok for at sætte Norge i forsvarsstand imod et muligt svensk angreb. Hvor rimeligt det end var, at Moltke kunne have sådanne ængstelser, var der dog for øjeblikket ikke nogen alvorlig fare.
Et andet forhold, der også gav Moltke, om end i betydelig mindre grad, noget at tænke på, var den jordbund, som de franske revolutionære idéer fandt i Christiania. For en mand, der havde Moltkes kongetroskab, og der som han, trods alt øje for det tåbelige i adelige fordomme, dog alligevel følte sig som adelsmand og af naturen hadede alle plumpe udskejelser, måtte den franske revolution meget snart komme til at stå i et forfærdeligt lys, og han fandt optrinnene i Frankrig ligefrem kanibalske. Skønt han mente, at det ikke var så slemt i Christiania som i København, havde han dog tidlig den følelse, at "Norges kjække Sønner vare opmærksomme paa Frihedens Fremvæxt i Evropa", og han var på ingen måde glad ved de træk af sympati for den franske lighedsånd, som han mente at se ved flere lejligheder.

## Virke i Norge
Nogen alvorlig uro indgød dette ham dog ikke i længden, og hverken dette forhold eller hans stadige tanke om, at Gustav 3. havde ondt i sinde, hindrede ham i at føle sig lykkelig i Christiania. Man kunne her ikke tage fejl af, at han havde varm interesse for landet. Et vidnesbyrd derom gav han bl.a., da han 1791 fik stiftet det såkaldte topografiske Selskab i Norge, der udgav en række topografier og gjorde megen gavn ved at udvide kendskabet til landets forhold. Også hans elskværdige personlighed måtte efterhånden vinde stemningen for ham. En yngre samtidig, der nøje kendte ham, har skildret ham som en "i høj Grad fint dannet og aandelig opvakt Personlighed, der, i hvilket Selskab han end befandt sig, blev betragtet som dets Sjæl og Midtpunkt, begavet med stor Vittighed og Kløgt og i Besiddelse af en usædvanlig Bevægelighed i Sjælen". Der lå noget uimodståeligt i sådanne egenskaber, der virkede til, at hans forhold til de fremtrædende familier i Christiania efterhånden blev overordentlig godt.
I den første tid havde han dømt skarpt om familien Anker, hvis medlemmer dengang også var temmelig upålidelige, hvad følelserne for forbindelsen med Danmark angik, og han fandt den bekendteste mand i slægten, Bernt Anker, ligefrem utålelig; men dette forandredes efterhånden ganske, og hans forhold til den sidstnævnte rigmand blev så fortroligt, at Anker lånte ham eller snarere forærede ham 12000 rigsdaler, et tilskud, Moltke synes stærkt at have trængt til. Han kunne nemlig efter den standsmæssige måde, han holdt af at leve på, ikke komme ud af det med sine penge i Christiania, som han kaldte en afgrund.
Moltkes liv i Christiania blev en kort tid afbrudt af en udenlandsrejse, han foretog sig til Tyskland med sin familie (1794), bl.a. for at besøge en ældre broder, der beklædte et højt embede i Hessen-Kassel.

## Karriere i København
Men snart efter sin hjemkomst sagde han farvel til Norge for stedse og flyttede til København, da han 25. september 1795 var blevet udnævnt til 1. deputeret i General-Toldkammeret samt deputeret i Finanskollegiet og medlem af Overbankdirektionen, hvortil snart efter (1796) føjedes stillingen som medlem af direktionen for Postpensionskassen, ligesom der også overdroges ham nogle mindre stillinger. Ved at blive 1. deputeret i General-Toldkammeret kom han til at tage del i slutningen af forhandlingerne om den betydningsfulde nye toldlov af 1. februar 1797; men det varede ikke længe, inden han kaldtes til den særlig vigtige plads som præsident i danske Kancelli (19. oktober 1799). Nogle få år efter fik han også et præsidium på et helt andet område, da han 1803 blev forstander for Det Kongelige Genealogiske og Heraldiske Selskab (indtil 1810).
Moltke havde i sin stilling som kancellipræsident lejlighed til at medvirke ved de vigtige love og forhandlinger, der betegner danske Kancellis historie i de nærmest følgende år; navnlig kan det fremhæves som et ejendommeligt træk, at han viste iver for at få skolevæsenet forbedret ved indførelsen af Johann Heinrich Pestalozzis læremetode; han var en af de første regeringsmænd i Europa, der havde øje for denne metodes fortrin. Men uheldigvis blev hans virksomhed som kancellipræsident afbrudt ved det bekendte voldsomme sammenstød, der fandt sted imellem ham og kancelliets mest begavede mand, Christian Colbjørnsen, der som generalprokurør i en række af år havde været den ledende ånd i kollegiet.
Striden havde til følge, at Moltke blev flyttet tilbage til at komme i spidsen for General-Toldkammeret (4. januar 1804). Selv om denne hans stilling nu fik et fornemmere præg end tidligere, i det han fik titel af præsident, måtte den dog gælde for en mindre fremragende plads end embedet som præsident i Kancelliet. Da Moltke vitterlig i sammenstødet med Colbjørnsen havde været den angrebne part, kunne han, om hvem det netop hedder, at han var meget ømtfølende med hensyn til den udvendige ære, kun opfatte det, som om han havde lidt en forurettelse, og det så meget mere, som hans modstander, der fra sin stilling som Generalprokurør samtidig forflyttedes til at blive justitiarius i Højesteret, derved i virkeligheden fik et avancement.
Den elskværdige venlighed, kronprinsen viste Moltke, havde imidlertid til følge, at han temmelig hurtig kom over det. Også modtog han i de nærmest følgende år tydelige beviser på, at han havde en høj stjerne hos Frederik 6.. Han blev 1804 gehejmeråd, 1808 gehejmekonferensråd og ordenssekretær, 27. april 1810 Gehejme-statsminister og 1811 ridder af Elefanten.
I slutningen af det samme år kom han til at forene pladsen som direktør for Øresunds Toldkammer med sine andre stillinger, hvormed han fra 1813 endvidere forbandt stillingen som medlem af direktionen for den almindelige Enkekasse.

## Statsminister
At Moltke var blevet gehejmestatsminister, kunne imidlertid kun gælde for at være en titel; Frederik 6. havde ved reskriptet af 19. marts 1808 sat Statsrådet ud af kraft og i de følgende forfærdelig vanskelige år ført en fuldstændig kabinetsregering. Al Moltkes hengivenhed for Frederik 6. kunne ikke afholde ham fra at dele
den almindelige uvilje, som dette vakte, især da kongens styrelse i disse år kun bragte staten dybere og dybere i uføret. Derfor var Moltke iblandt dem, der til sidst frimodig udtalte for Frederik 6., hvor forkastelig en sådan kabinetsregering var. Statsrådet kom da også nu til atter at træde i virksomhed (24. april 1814).
I mellemtiden havde Moltke været indskrænket til at passe sine særlige embeder, når undtages, at han synes at være optrådt som flyveskriftforfatter, da i året 1810 spørgsmålet om, hvem der skulle være tronfølger i Sverige, var på bane. Man har i det mindste tillagt ham at have forfattet et lille flyveskrift: Aux Suédois par un habitant d’Altona, hvori han opfordrede svenskerne til at vælge den danske konge til tronfølger.
Da Frederik 6. i de første dage af december 1813 lod ministrene og nogle andre højtstående embedsmænd holde rådslagning og afgive betænkning i anledning af det bekendte forsøg, hoffet i Wien gjorde på at lade Frederik 6. slippe med at afstå Trondhjem stift til kongen af Sverige i stedet for at give afkald på hele Norge, var Moltke iblandt dem, der
deltoge i denne sørgelige og resultatløse forhandling.

## Fald fra magten
Den svære tid, der kom herefter, og hvori afståelsen af Norge ved Freden i Kiel var hovedbegivenheden, gravede dybe furer i Moltkes som i andre fædrelandsvenners sind, og han kunne med tanken om, at hele statens tilværelse stod på spil, tale til kongen om at ruste folket til en fortvivlelseskamp. Drev denne fare end efterhånden over, var Norges tab dog en sørgelig kendsgjerning, og den smerte, det vakte, øgedes ganske naturlig hos Moltke ved de stærke bånd, der fra hans 14-årige embedstid i dette land knyttede ham til det.
Uheldigvis gav han denne stemning luft på en måde, der fik meget ubehagelige virkninger for ham selv. Et brev fra ham til general Haxthausen i Norge, hvori han stærkt udtalte sin sympati med nordmændenes oprør, blev nemlig opsnappet af svenskerne. En ung, norsk født diplomat Andreas Dedekam Gyldenpalm, der begav sig hjem igennem Sverige og havde påtaget sig at overbringe det sammen med en del andre breve, havde ved uforsigtige udtalelser vakt mistanke hos svenskerne om, at han havde papirer hos sig, der var kompromitterende for den danske regering, hvem man i Sverige stærkt mistænkte for at spille under dække med Christian Frederik og nordmændene. Han blev derfor arresteret undervejs.
Dels Moltkes brev til Haxthausen, dels hvad der ved samme lejlighed kom frem som tydende på, at han i egenskab af præsident for General-Toldkammeret ville begunstige tilførsel fra Danmark til Norge, var på grund af statens overordentlig vanskelige stilling så betænkeligt, at Frederik 6. straks, om han end lod ham beholde sin rang som statsminister, måtte lade ham gå af fra alle hans embeder undtagen fra direktørposten ved Øresunds Toldkammer. Desuden forviste han ham til Jylland (5. maj og 24. maj 1814). Med hvor tungt et hjerte kongen gjorde dette skridt, og hvor lidt han tænkte ondt om ham på grund af hans norskvenlige følelser, fik Moltke underhånden tydelig at vide, og da farerne udad til endelig var drevne over, tog Frederik 6. ham officielt til nåde igen og opfyldte gerne hans ønske om at gøre ham til stiftamtmand over Aalborg Stift (2. september 1815).

## Sidste tid i Aalborg
Livet i en jysk købstad som Aalborg måtte, især under landets daværende trykkende forhold, siges at være en tarvelig slutning på Moltkes lange embedsliv; men med sit åbne, venlige sind sluttede han sig ganske til den befolkning, blandt hvilken han kom til at virke, og det kunne derfor siges om ham, at han "som Byens første Mand tilbragte sit skjønne og daadfulde Livs Aften i en Kreds, hvor han agtedes og elskedes saa meget, som man næppe skulde finde Magen til imellem Embedsmænd i hans Stilling". Havde det topografiske selskab været et minde, han efterlod sig i Christiania, så bragte hans gamle ønske om at virke for oplysningens fremme i forening med hans stærke opfattelse af de videnskabelige studiers betydning ham til at grundlægge det snart ret anselige Stiftsbibliotek i Aalborg.
Da han efterhånden stærkt følte årenes tryk, tog han 1824 sin afsked; men ikke før 4. juli 1836 døde han, 82 år gammel, på Vallø, hvor han tilbragte sine sidste år. Efter at hans første hustru var død 1808, ægtede han tre år senere Margrethe Sophie født Hauch (død 1829), der tidligere havde været gift med hans ældre broder generalløjtnant Adam Ludvig Moltke. I sit første ægteskab havde han tre sønner.